# Eggisops pecchoilii
Eggisops pecchoilii är en tvåvingeart som beskrevs av Camillo Rondani 1862. Eggisops pecchoilii ingår i släktet Eggisops och familjen spyflugor. Inga underarter finns listade i Catalogue of Life.